# Mariakerk (Wismar)
De Mariakerk (Marienkirche) in het historische hart van de Duitse stad Wismar is de hoogste van de drie historische stadskerken die de stad rijk is. De toren is 82,5 meter hoog, de hoogte van het middenschipgewelf bedroeg 32,2 meter. Het gebouw behoort tot de oudste bouwwerken van de Hanzestad. Het zwaar beschadigde kerkschip werd in 1960 ondanks vele protesten opgeblazen. De toren is een kruisdaktoren en maakt deel uit van de Europese Route van de Baksteengotiek. 

## Bouwgeschiedenis

### Eerste bouw
De Mariakerk werd omstreeks de jaren 1260-1270 als hallenkerk met een westelijke toren gebouwd. De breedte van het kerkschip bedroeg 36 meter, de hoogte van de gewelven ongeveer 16 meter. Over de vorm van het koor en de lengte van het kerkschip is verder niets bekend. Van de bouw bleef de westelijke toren en zijn zijkapellen bewaard.

### Tweede bouw
Alvorens men met de tweede bouw begon, werd er een provisorische muur opgetrokken zodat men het kerkschip tijdens de bouw kon blijven gebruiken voor de eredienst. Tussen 1320-1339 werden een kooromgang met een kapellenkrans opgetrokken. Na de voltooiing van het koor, begon de afbraak van het oude kerkschip. Bij deze nieuwbouw, die omstreeks 1370-1375 gereed kwam, gebruikte men de bakstenen van de oude kerk opnieuw. De bouw werd voortgezet met kapellen tussen de steunberen in ± 1388, op de noordzijde een voorhal en een sacristie in ± 1390. De zuidelijke voorhal en de ernaast gelegen kapel ontstonden voor 1414. De bouw werd afgesloten met de verhoging van de westelijke toren tot een hoogte van 80 meter. Onder in de toren hadden de Bergenvaarders, het gilde dat op de stad Bergen voer, een eigen kapel. 

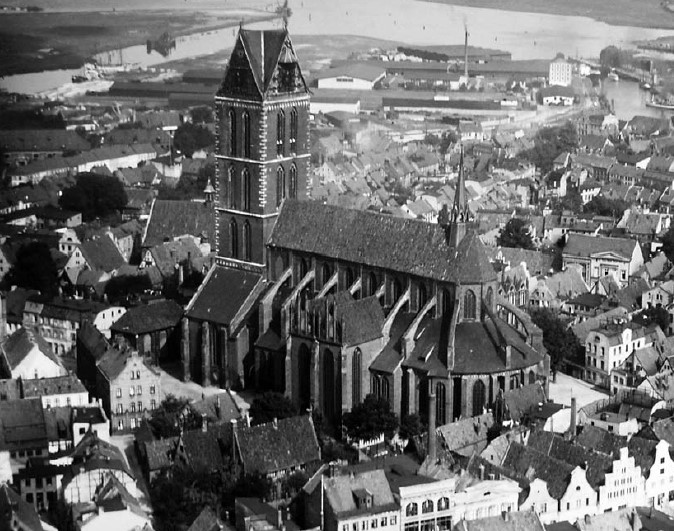
De Mariakerk, foto van omstreeks 1930

De hoge gotische spits werd na de verwoesting in de 16e eeuw vervangen door een dakruiter. Deze dakruiter werd in 1539 door blikseminslag en 1661 door een storm vernield. Na 1661 koos men voor de huidige, provisorische afsluiting. In de 18e eeuw werden een aantal vensters en portalen dichtgemetseld. In de jaren 1860 plaatste men boven het oostelijk einde van het kerkschip een dakruiter.

## Na 1945
Na de zware schade aan het kerkschip als gevolg van de Britse luchtmijnen in nacht van 14 op 15 april 1945, kreeg de kerkgemeente in 1951 een noodkerk. Het noodkerkje werd met stenen van de oude pastorie gebouwd en zou slechts tijdelijk dienstdoen, totdat de Mariakerk weer herbouwd zou zijn. Het liep voor de Mariakerk echter heel anders. Overeenkomstig een raadsbesluit van 4 augustus 1960 werd de ruïne van de middeleeuwse Mariakerk, ondanks felle protesten van de kerk en vele burgers, alsnog opgeblazen. Het vrijgekomen bouwmateriaal werd tot puin verwerkt. Wegens het belang als herkenningsteken voor de scheepvaart op de Oostzee kon de toren niet worden geruimd.
In de afgelopen jaren werd de toren dankzij financiële ondersteuning van de stad, landsregering, de Deutscher Stiftung Denkmalschutz en giften van betrokken burgers in zoverre gerenoveerd, dat het gebouw weer gebruikt kan worden voor tentoonstellingen. 

## Inrichting
De Mariakerk had als raadskerk door de vele schenkingen een rijk interieur. In de loop der geschiedenis verdwenen er ook interieurstukken naar armere kerkgemeenten in Mecklenburg. Zo werd een kansel uit 1587 in 1746 in de Mariakerk van Neustadt-Glewe geplaatst. In de Tweede Wereldoorlog konden er nog verschillende voorwerpen worden gered. Het triomfkruis uit 1420 heeft sinds de restauratie in 1990 een plaats gekregen in de dom van Schwerin. Andere voorwerpen, zoals het bronzen doopvont van 1337 en een bronzen epitaaf van hertogin Sophie von Mecklenburg († 1503), bevinden zich tegenwoordig in de Sint-Nicolaaskerk te Wismar. Helaas viel het astronomische uurwerk van de Mariakerk ten prooi aan de vernietiging tijdens de bombardementen. Enkele levensgrote houten beelden uit de Wrangel-grafkapel bevinden zich tegenwoordig in de keldergewelven onder het raadhuis.

## Klokken
De Mariakerk bezit een groot aantal klokken en een unieke collectie aan historische luid- en uurslagklokken. 
| Nr. | Naam          | Gietjaar          | Gieter, gietplaats      | Gewicht (kg, ca.) | Doorsnee (mm) | Slagtoon (HT-1/16) |
| --- | ------------- | ----------------- | ----------------------- | ----------------- | ------------- | ------------------ |
| 1   | Große Glocke  | 1567              | Hermann Paßmann, Lübeck | 5000              | 1968          | b0 −1              |
| 2   | Bürgerglocke  | 1567              | Hermann Paßmann, Lübeck | 2700              | 1613          | c1 −2              |
| 3   | Wächterglocke | 1902              | M & O Ohlsson, Lübeck   | 1750              | 1420          | des1 ±0            |
| 4   |               | 1652              | Adam Dankwart, Wismar   | 1200              | 1264          | es1 +5             |
| 5   |               | 1592              | Gerdt Bincke, Wismar    | 770               | 1017          | f1 −4              |
| 6   |               | 2e helft 14e eeuw | onbekend                | 1200              | 1139          | g1 +8              |
| 7   |               | 1621              | Clawes Bincke, Wismar   | 800               | 1022          | as1 +10            |
| 8   |               | 14e eeuw          | onbekend                | 400               | 840           | b1 +15             |
| 9   |               | 1435              | Timmo Jegher, Lübeck    | 220               | 727           | c2 +10             |

## Kerkhof
Het kerkhof was vroeger bebouwd met kapellen. De kapellen hebben de tijd niet overleefd en werden voor een deel nog in de 19e eeuw afgebroken.